# Praktlyrfågel
Praktlyrfågel (Menura novaehollandiae) är en fågel i familjen lyrfåglar inom ordningen tättingar.

## Utseende och läte
Praktlyrfågeln är en mycket stor och marklevande tätting med kraftiga ben och lång stjärt. Fjäderdräkten är mestadels gråbrun med rostrött på vingens yttre del. Hanen har en spektakulär lång stjärt med olika typer av fjädrar. Huvuddelen har tydlig tvärbandning medan övriga är enfärgade och tunna. Ungfågeln och honan saknar de förlängda stjärtpennorna. Sången är mycket kraftfull och arten är känd för att härma andra fågelarter såväl som ljud orsakade av människan. 

## Utbredning och systematik
Praktlyrfågeln delas in i tre underarter:
- Menura novaehollandiae edwardi - förekommer i östra Australien (från allra sydöstligaste Queensland till floden Hunter i New South Wales)
- M. n. novaehollandiae - förekommer i sydöstra Australien (från centrala New South Wales till gränsen av Victoria)
- M. n. victoriae - förekommer från sydöstra New South Wales till Dandenong Ranges i Victoria. Introducerad till södra Tasmanien

## Levnadssätt
Praktlyrfågeln hittas i regnskog. Där födosöker den på marken bland torra löv. 

## Status och hot
Arten har ett stort utbredningsområde, men tros minska i antal, dock inte tillräckligt kraftigt för att den ska betraktas som hotad. Internationella naturvårdsunionen IUCN listar arten som livskraftig (LC).

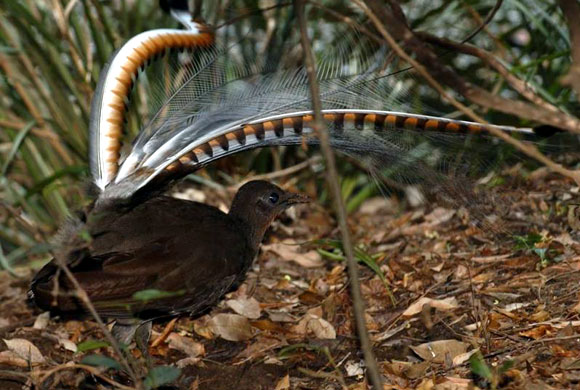
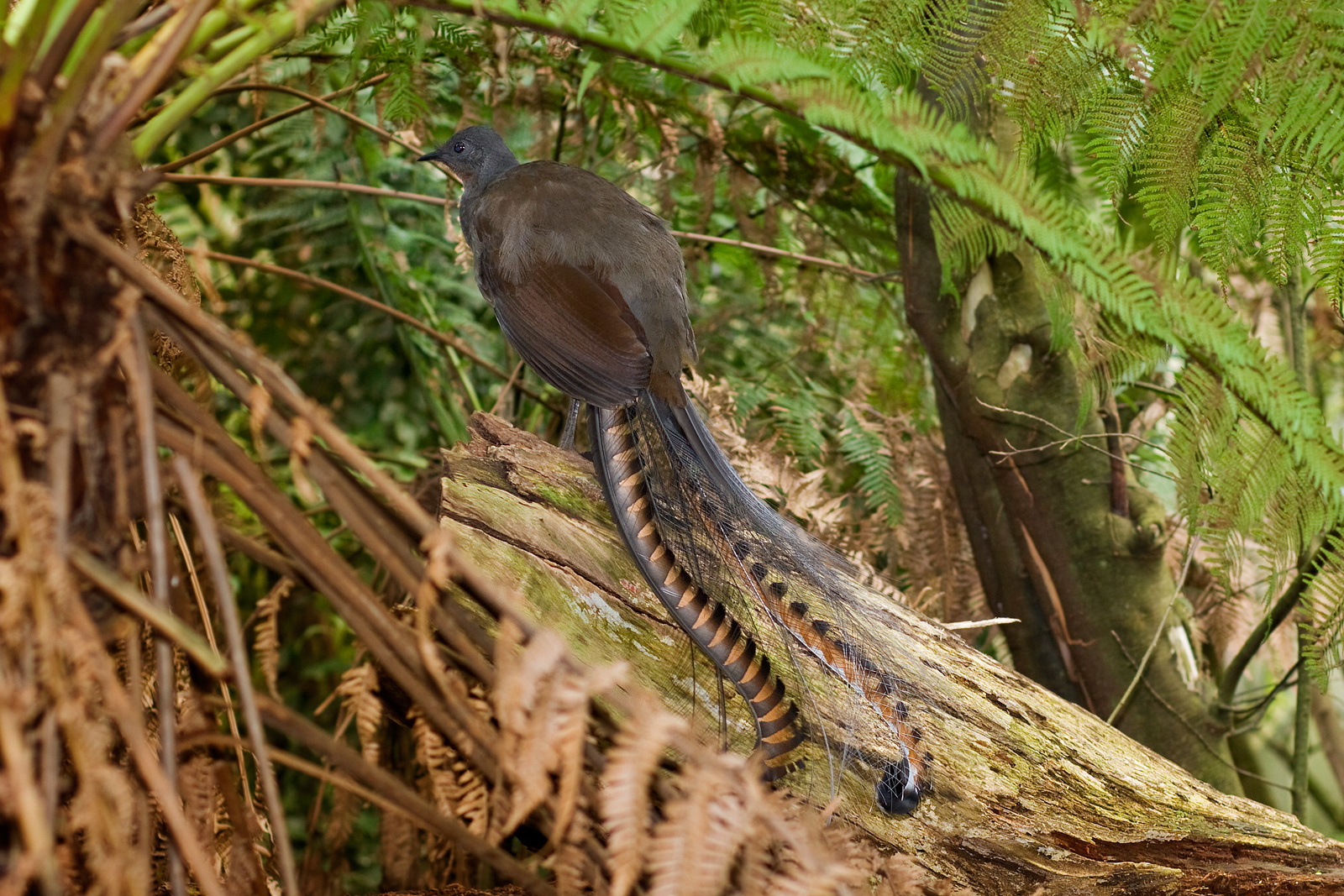